# 杜費爾古省

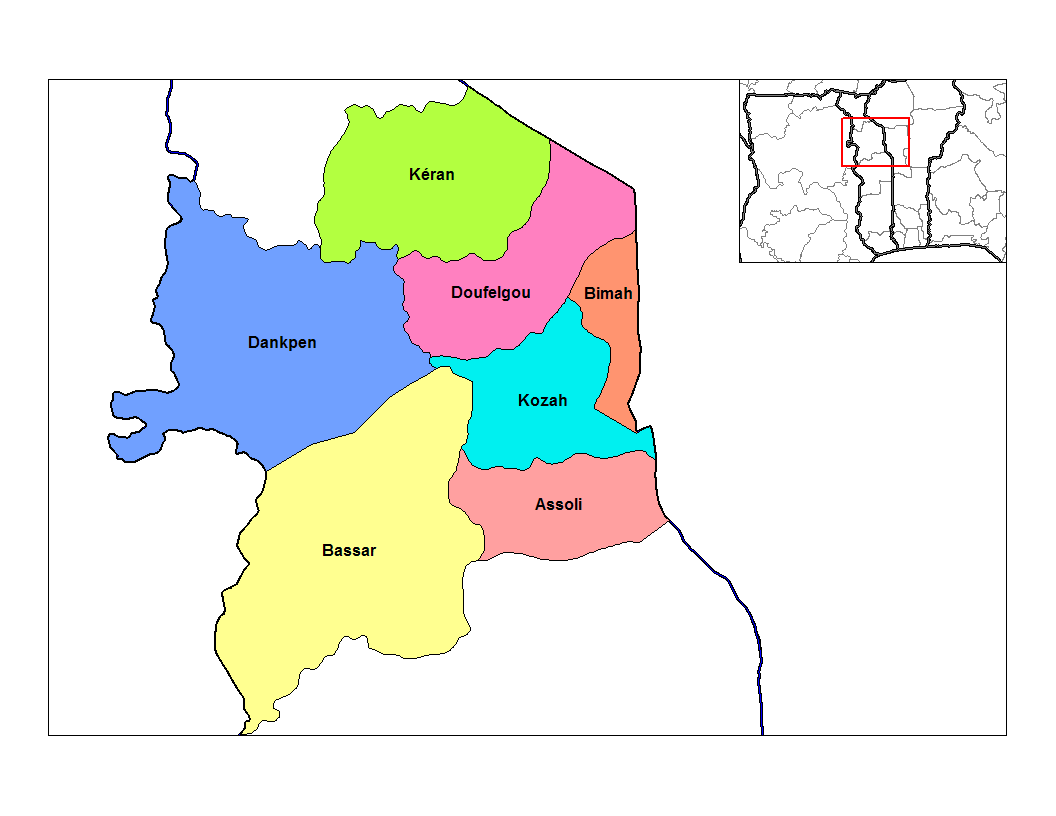

9°46′00″N 1°06′00″E / 9.7667°N 1.1000°E
杜費爾古省（法語：Préfecture de Doufelgou），是多哥的30個省份之一，位於該國中北部，由卡拉區負責管轄，首府設於尼亞姆圖古，面積1,275平方公里，2010年人口78,365，人口密度每平方公里61.5人。